# Maria Zborowska

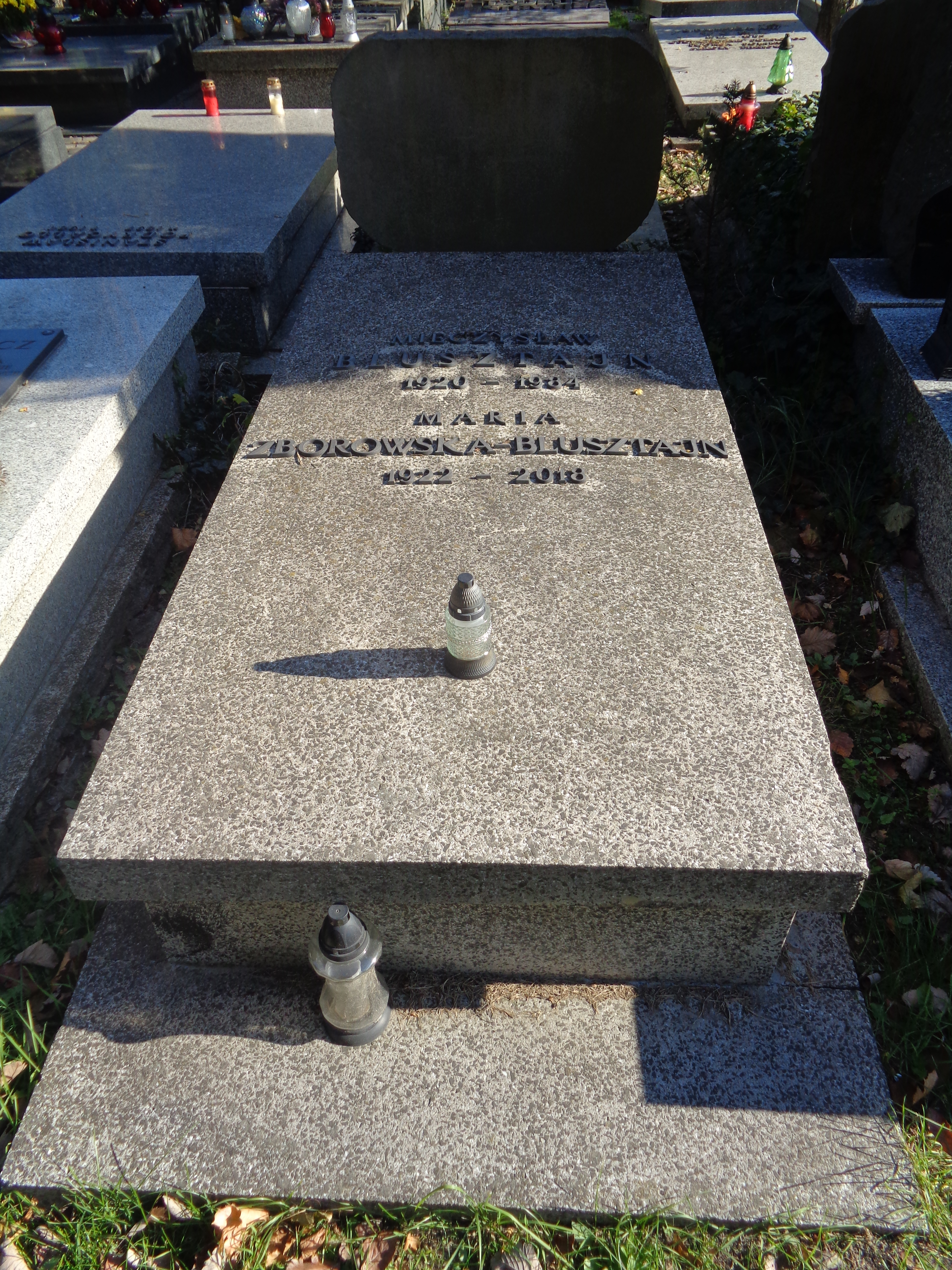
Grób Marii Zborowskiej-Blusztajn na Cmentarzu Wojskowym na Powązkach

Maria Zborowska-Blusztajn (ur. 22 grudnia 1922 w Warszawie, zm. 27 lutego 2018) – polska tłumaczka książek z języka angielskiego

## Życiorys
Studiowała nauki polityczne w London School of Economics, od 1951 pracowała w wydawnictwie Książka i Wiedza. Jako tłumaczka debiutowała w 1968, przełożyła kilkadziesiąt powieści, biografii i zbiorów opowiadań.
Pochowana na cmentarzu Powązki Wojskowe w Warszawie (kwatera C39-3-4).

## Ważniejsze przekłady
- James Baldwin Gdyby ulica Beale umiała mówić
- Anita Brookner Hotel du Lac
- Paddy Chayefsky, Sam Hedrin Sieć
- Avery Corman(inne języki) Kramer kontra Kramer
- Kirk Douglas Syn śmieciarza
- Amitav Ghosh Szklany pałac
- Barry Hines(inne języki) Kes
- William Kotzwinkle(inne języki) E. T.
- V.S. Naipaul Miguel Street, Zakręt rzeki, W wolnym kraju
- Edna O’Brien Czekając na miłość, Dziewczyna o zielonych oczach, Grzesznica
- John Boynton Priestley Londyn
- David Storey(inne języki) Sportowe życie, Saville
- Paul Theroux Wybrzeże Moskitów
- Burton Wohl(inne języki) Chiński syndrom